# Josef Hamberger (Politiker, 1890)
Josef Michael Hamberger (* 24. Mai 1890 in Ingolstadt; † 17. Mai 1958 in Steppach bei Augsburg) war ein deutscher Verwaltungsjurist und Kommunalpolitiker (CSU).

## Werdegang
Josef Hamberger wurde als Sohn des Steueroberkontrolleurs Michael Hamberger und Julie Hamberger (geb. Bäumler) in Ingolstadt geboren. Im Jahr 1910 absolvierte er sein Abitur am Münchner Ludwigsgymnasium und studierte anschließend Jura an der Ludwig-Maximilians-Universität in München und der Friedrich-Alexander-Universität in Erlangen bis zur „Ersten juristischen Staatsprüfung“ 1914. Anschließend war er zwei Jahre für den Magistrat der damals noch selbständigen Stadt Pasing tätig. Es folgten von 1917 bis 1919 das Referendariat in der Zivilverwaltung in der, im Zuge des Ersten Weltkriegs besetzten, polnischen Stadt Łuków und die „Zweite juristische Staatsprüfung“.
Am 15. Januar 1921 vermählte sich Hamberger mit Irmingard von Orterer, seine Tochter heiratete später den Hauptkonservator des Germanischen Nationalmuseums, Ludwig Rothenfelder.
Von 1922 bis 1926 war Hamberger Bezirksamtmann in Dillingen an der Donau, dann ging er zurück nach München als geschäftsführender Direktor der Ausstellung Das Bayerische Handwerk. Von Juni 1928 bis November 1934 war er Regierungsrat bei der Regierung von Oberbayern, anschließend folgten Jahre als Bezirksamtmann in Schongau (Dezember 1934 bis April 1935) und Passau (bis Februar 1936) sowie erneut als Regierungsrat beim Oberversicherungsamt Nürnberg (bis Dezember 1938), der Landesversicherungsanstalt Schwaben (bis Februar 1945) und am Ende des Zweiten Weltkriegs beim Oberversicherungsamt München.
Nach Kriegsende wurde Josef Hamberger im Juni 1945 von der amerikanischen Militärregierung als nebenberuflicher Landrat des Landkreises Augsburg eingesetzt. Bei der Kreistagswahl 1946 kandidierte er erfolgreich als Landrat im Augsburger und Schongauer Landkreis (hier gegen Franz Josef Strauß) trat jedoch nur das Amt in Augsburg an, das er nach der Kreistagswahl 1948 jedoch an Albert Kaifer abgeben musste.
Im Jahr 1946 wurde er Oberregierungsrat bei der Regierung von Schwaben. 1949 wechselte er als Regierungsdirektor zur Regierung von Niederbayern und der Oberpfalz, wo er 1954 Regierungsvizepräsident wurde. Ein Jahr später erfolgte seine Pensionierung.
Am 17. Mai 1958 verstarb Josef Hamberger in Steppach bei Augsburg (heute zu Neusäß). Sein schriftlicher Nachlass gelangte als Kryptonachlass über seinen Schwiegersohn ins Bayerische Hauptstaatsarchiv.
Hamberger war Mitglied des Bayerischen Heimat- und Königsbunds, der katholischen Studentenverbindung KDStV Langobardia München (seit 1910), des Bayerischen Wald-Vereins, des Historischen Vereins für Oberpfalz und Regensburg (beide seit 1952) und in seinen letzten beiden Lebensjahren der Vereinigung „Salamander – Zwanglose Vereinigung der Terrarienfreunde“.

## Politik
Zur Zeit der Weimarer Republik war Hamberger Mitglied der Bayerischen Volkspartei. Im Herbst 1945 trat er der CSU bei und nach seiner Zeit als Landrat im Frühling 1950 der Bayernpartei.